# 馬皮雷
馬皮雷（西班牙語：Mapire），是委內瑞拉的城鎮，位於該國東北部安索阿特吉州，是何塞格雷戈里奧莫納加斯市的首府，處於奧里諾科河畔，人口約10,000。